# مطار دالاس فورت ورث الدولي
مطار دالاس فورت ورث الدولي (بالإنجليزية: Dallas-Fort Worth International Airport) (إياتا: DFW، إيكاو: KDFW) هو مطار دولي يقع بين مدينتي دالاس وفورت وورث ويعتبر الأكثر نشاطاً في ولاية تكساس الأمريكية ويحتل المرتبة الثالثة عالميا في مجال حركة الطائرات بما يقارب 700,000 رحلة جوية سنويا بالإضافة لأنه يحتل المرتبة السابعة عالميا من ناحية عدد الركاب المسافرين بما يقارب ستين مليون راكب سنويا، وصنف عام 2006 كأفضل مطار للتعامل مع الشحن الجوي.
يسير المطار رحلات حوية إلى 128 وجهة داخل الولايات المتحدة بالإضافة إلى 36 وجهة دولية. ويعتبر المطار قاعدة العمليات الرئيسية والأكبر لخطوط أميريكان أيرلاينز الجوية وتستحوذ على ما نسبته 85% من الحركة الجوية بالمطار، ويعتبر المطار أيضا قاعدة العمليات الأكبر لخطوط طيران أميريكان إيجل.
يقع المطار في حدود ضواحي ثلاث مدن أمريكية وهي حالة فريدة من نوعها أدت إلى صراعات قانونية حول التبعية والمسؤولية القانونية للمطار، مما دفع بعض الوكالات الحكومية الأمريكية لمعاملة المطار كما لو أنها مدينة مستقلة.

## نبذة تاريخية
قبل عام 1927 تقدمت مدينة دالاس بعرض لإنشاء مطار مشترك مع مدينة فورت ورث المجاورة، خلال تلك الفترة قوبل العرض بالرفض من قبل فورت ورث. وعوضاً عن ذلك قامت كل مدينة بإنشاء حقول جوية مستقلة. في عام 1940 خصصت إدارة الطيران المدني مبلغ 1,9 مليون دولار لإنشاء مطار مشترك بين المدينتين وذلك بدعم من قبل عدد من شركات وخطوط الطيران وبالاتفاق مع مدينة ارلنجتون المجاورة، قوبل هذا العرض بالرفض المطلق من قبل مدينة دالاس ومدينة فورت ورث وألغي بذلك المشروع.
عانى مطار فورت ورث من مصاعب في استقطاب الحركة الجوية من مطار دالاس المزدهر والذي لم يكن يبعد فعليا عنه سوى 12 ميل مما تسبب في إغلاق المطار، وأمام الحركة الجوية الكبيرة والمتصاعدة على مطار دالاس عانى المطار هو الآخر أمام عدم إمكانية التوسع أكثر في إنشاءات المطار، ومع ضغط وكالة الطيران الفدرالية إتفق المسؤولين في المدينتين على إنشاء مطار مشترك بين المدينتين وافتتح رسميا في عام 1973 كمطار إقليمي.
في عام 1984 قررت شركة خطوط أميريكان أيرلاينز الجوية نقل مكاتبها الرئيسية من نيويورك إلى مدينة فورت ورث والبدء في تسيير رحلات جوية دولية من المطار إلى كل من لندن وطوكيو.
في عام 1989 أعلنت سلطة المطار عن خطة لإنشاء مدرجي طيران جديدين للمطار، خاض بسببها المطار معركة قضائية بسبب ما اعتبر في ذلك الوقت تأثيرات محتملة على البيئة. إلا أنه في النهاية تم رد الدعوى لصالح المطار بقرار من المحكمة العليا الأمريكية.
في عام 1996 تم افتتاح مدرج الطيران السابع بالإضافة إلى تعديل أربعة مدارج طيران ليصبح طولها 4084 متر دشن آخرها في عام 2005 مع افتتاح مبنى الركاب الجديد للرحلات الدولية وبالإضافة إلى تدشين نظام نقل الركاب الجديد عبر مركبات القطارات الكهربائية للتنقل بين منشآت وصالات الركاب A,B,C,E وصالة الركاب الدولية D.

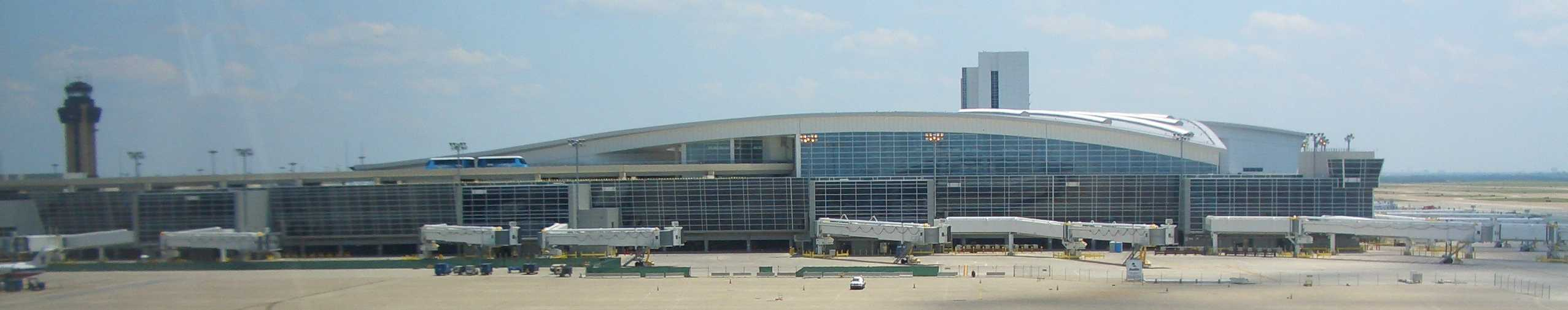
مبنى الرحلات الدولية

المخطط العام للمطار

## شركات الطيران والوجهات

### الركاب
| شركـات طيـران            | الوجهات | Refs   |
| ------------------------ | --- | ------ |
| Aeroméxico Connect       | مطار بينيتو خواريز الدولي، مطار فيليبي أنجيليس الدولي (تبدا في 21 مارس 2024) | [ 5 ]  |
| طيران كندا               | مطار مونتريال الدولي، مطار تورونتو بيرسون الدولي | [ 6 ]  |
| Air Canada Express       | موسمي: مطار مونتريال الدولي | [ 6 ]  |
| الخطوط الجوية الفرنسية   | مطار باريس شارل ديغول | [ 7 ]  |
| خطوط آلاسكا الجوية       | مطار بورتلاند الدولي، مطار سياتل تاكوما الدولي | [ 8 ]  |
| الخطوط الجوية الأمريكية  | Albany، Albuquerque، Amarillo، مطار الملكة بياتريس الدولي، Asheville، مطار هارتسفيلد جاكسون، مطار أوستن برغستروم الدولي، Bakersfield، مطار بالتيمور واشنطن الدولي، مطار برشلونة الدولي (تبدأ في 5 يونيو 2024)، Belize City ‏، Birmingham (AL) ‏، مطار إلدورادو الدولي، Boise، مطار لوجان الدولي، مطار منيسترو بيستاريني الدولي، مطار بوفالو نياغارا الدولي ‏، Burbank، مطار كالغاري الدولي، Cancún، Cedar Rapids/Iowa City ‏، Charleston (SC) ‏، مطار شارلوت دوغلاس الدولي، مطار أوهير الدولي، Chihuahua، Cincinnati، Cleveland، Colorado Springs ‏، Columbia (SC) ‏، Columbus–Glenn، Cozumel، Dayton، مطار دنفر الدولي، Des Moines ‏، Destin/Fort Walton Beach ‏، مطار ديترويت، مطار دبلن الدولي، Durango (MX) ‏، Eagle/Vail، El Paso ‏، Eugene، Fayetteville/Bentonville، Fort Lauderdale ‏، Fort Myers ‏، مطار فرانكفورت، Fresno، مطار أوين روبرتس الدولي، Grand Rapids ‏، Greensboro، Greenville/Spartanburg، مطار غوادالاخارا الدولي، Guatemala City، مطار هاريسبورغ الدولي ‏، Hartford، مطار هونولولو الدولي، مطار جورج بوش الدولي، مطار هنتسفيل الدولي، مطار إنديانابوليس الدولي، Jackson Hole ‏، مطار جاكسونفيل الدولي، Kahului، Kansas City ‏، Key West ‏، Knoxville، مطار هاري ريد الدولي، León/Del Bajío ‏، Lexington، Liberia (CR) ‏، مطار ليتل روك الدولي، مطار لندن هيثرو، مطار لوس أنجلوس الدولي، Louisville، Lubbock، Madison، مطار مدريد باراخاس الدولي، Mazatlán، McAllen، مطار ممفيس الدولي، مطار بينيتو خواريز الدولي، مطار ميامي الدولي، Midland/Odessa، Milwaukee، مطار منيابولس سانت بول الدولي، مطار سانجستر الدولي، Monterey (CA) ‏، Monterrey (MX) ‏، مطار مونتريال الدولي، Montrose، Morelia، مطار ناشفيل الدولي، مطار نيوآرك ليبرتي الدولي، مطار نيو اورليانز لويس أرمسترونغ الدولي، مطار جون إف كينيدي الدولي، مطار لاغوارديا، Norfolk، Oaxaca، Oklahoma City ‏، Omaha، Ontario، Orange County ‏، مطار أورلاندو الدولي، Palm Springs ‏، مطار باريس شارل ديغول، Pensacola، مطار فيلادلفيا الدولي، مطار فينيكس سكاي هاربر الدولي، مطار بيتسبرغ الدولي ‏، مطار بورتلاند الدولي، Puerto Vallarta ‏، Punta Cana ‏، Querétaro، Raleigh/Durham، مطار رينو تاهو الدولي، Richmond، Roatan، مطار ليوناردو دا فينشي، Sacramento، مطار سانت لويس الدولي، St. Thomas ‏، مطار سولت ليك سيتي الدولي، مطار سان أنطونيو الدولي، مطار سان دييغو الدولي، مطار سان فرانسيسكو الدولي، مطار سان خوسيه الدولي، مطار خوان سانتاماريا الدولي، San José del Cabo ‏، مطار لويس مارين مونيوز، San Luis Obispo ‏، San Luis Potosí ‏، مطار إل سلفادور الدولي، Santa Barbara ‏، مطار غواروليوس الدولي، Sarasota، Savannah، مطار سياتل تاكوما الدولي، مطار إنتشون الدولي، مطار شانغهاي بودنغ الدولي، Sioux Falls ‏، Spokane، Syracuse، مطار تامبا الدولي، مطار طوكيو هانيدا الدولي، مطار ناريتا الدولي، مطار تورونتو بيرسون الدولي، مطار توسان الدولي، Tulsa، مطار فانكوفر الدولي، مطار واشنطن دولس الدولي، مطار رونالد ريغان الوطني، مطار بالم بيتش الدولي، Wichita، Wilmington (NC) ‏ موسمي: مطار سخيبول أمستردام، مطار تيد ستيفنز أنكوراج الدولي، مطار أوكلاند الدولي، Bangor، Bozeman، Burlington (VT) ‏، Durango (CO) ‏، Glacier Park/Kalispell ‏، Gunnison/Crested Butte ‏، Hayden/Steamboat Springs ‏، Missoula، Nassau، Panama City (FL) ‏، Portland (ME) ‏، Providenciales، Rapid City ‏، مطار أرتورو ميرينو بينيتيز الدولي، مطار كوماياغوا الدولي، Traverse City ‏ | [ 11 ] |
| إمريكان إيغل             | Abilene، Aguascalientes، Alexandria، Amarillo، Asheville، Aspen، Augusta (GA) ‏، Baton Rouge ‏، Beaumont، Billings، Birmingham (AL) ‏، Bismarck، Bloomington/Normal، Brownsville/South Padre Island ‏، Cedar Rapids/Iowa City ‏، Champaign/Urbana، Chattanooga، Chihuahua، مطار إستر وود، Colorado Springs ‏، Columbia (MO) ‏، Corpus Christi ‏، Dayton، Des Moines ‏، Destin/Fort Walton Beach ‏، Durango (CO) ‏، El Paso ‏، Evansville، Fargo، Fayetteville/Bentonville، Fayetteville (NC) ‏، Flagstaff، Fort Smith ‏، مطار فورت واين الدولي، Gainesville، Garden City ‏، Grand Island ‏، Grand Junction ‏، Grand Rapids ‏، Gulfport/Biloxi، Harlingen، Houston–Hobby، مطار هنتسفيل الدولي، Idaho Falls ‏، Jackson (MS) ‏، Killeen/Fort Hood ‏، Lafayette، Lake Charles ‏، Laredo، Lawton، Lexington، Longview، Louisville، Lubbock، Madison، Manhattan (KS) ‏، مطار ممفيس الدولي، Midland/Odessa، مطار موبيل الإقليمي، Moline/Quad Cities ‏، Monroe، Monterey (CA) ‏، Monterrey (MX) ‏، Montgomery، Montrose، Panama City (FL) ‏، Pensacola، Peoria، Rapid City ‏، Roswell، San Angelo ‏، Santa Fe ‏، Shreveport، Sioux Falls ‏، South Bend ‏، Springfield/Branson، Stillwater، Tallahassee، Texarkana، مطار تورونتو بيرسون الدولي، Torreón/Gómez Palacio ‏، Tri-Cities (TN) ‏، Tulsa، Tyler، Waco، Wichita، Wichita Falls ‏، Yuma، Zacatecas موسمي: Acapulco، Burlington (VT) ‏، مطار دايتونا بيتش الدولي، Eagle/Vail، Glacier Park/Kalispell ‏، Hilton Head ‏، Huatulco، Ixtapa/Zihuatanejo، Loreto، Manzanillo، Mérida، Myrtle Beach ‏، St. George (UT) ‏، Santa Rosa ‏، Sarasota | [ 11 ] |
| أفيانكا السلفادور        | مطار إل سلفادور الدولي | [ 12 ] |
| Boutique Air             | Carlsbad (NM) ‏ (تنتهي في 4 نوفمبر 2023) | [ 14 ] |
| الخطوط الجوية البريطانية | مطار لندن هيثرو | [ 15 ] |
| Contour Airlines         | Fort Leonard Wood ‏، Greenville (MS) ‏ | [ 16 ] |
| خطوط دلتا الجوية         | مطار هارتسفيلد جاكسون، مطار لوجان الدولي، مطار ديترويت، مطار لوس أنجلوس الدولي، مطار منيابولس سانت بول الدولي، مطار جون إف كينيدي الدولي، مطار لاغوارديا، مطار سولت ليك سيتي الدولي، مطار سياتل تاكوما الدولي (تبدأ في 8 يوليو 2024) | [ 18 ] |
| Denver Air Connection    | Clovis (NM) ‏ | [ 19 ] |
| طيران الإمارات           | مطار دبي الدولي | [ 20 ] |
| فين إير                  | مطار هلسنكي فانتا | [ 21 ] |
| خطوط فرونتير الجوية      | مطار بالتيمور واشنطن الدولي، مطار ميدواي الدولي، مطار دنفر الدولي، مطار هاري ريد الدولي، مطار لاغوارديا، مطار ميامي الدولي، مطار سانجستر الدولي، Orange County ‏، مطار أورلاندو الدولي، مطار فيلادلفيا الدولي، مطار فينيكس سكاي هاربر الدولي، Raleigh/Durham، مطار سان دييغو الدولي، مطار سان فرانسيسكو الدولي، مطار لويس مارين مونيوز، مطار تامبا الدولي موسمي: مطار هارتسفيلد جاكسون، Cancún، Cincinnati، Cleveland، Ontario، مطار سولت ليك سيتي الدولي | [ 22 ] |
| أيبيريا (شركة طيران)     | مطار مدريد باراخاس الدولي | [ 23 ] |
| الخطوط الجوية اليابانية  | مطار طوكيو هانيدا الدولي | [ 24 ] |
| خطوط جيت بلو الجوية      | مطار لوجان الدولي | [ 25 ] |
| كوريا للطيران            | مطار إنتشون الدولي | [ 26 ] |
| لوفتهانزا                | مطار فرانكفورت | [ 27 ] |
| كانتاس                   | مطار ملبورن الدولي، مطار سيدني | [ 28 ] |
| الخطوط الجوية القطرية    | مطار حمد الدولي | [ 29 ] |
| Southern Airways Express | El Dorado (AR) ‏، Harrison (AR) ‏، Hot Springs ‏ | [ 30 ] |
| خطوط سبيريت الجوية       | مطار هارتسفيلد جاكسون، مطار بالتيمور واشنطن الدولي، مطار لوجان الدولي، Cancún، مطار شارلوت دوغلاس الدولي، مطار أوهير الدولي، مطار ديترويت، Fort Lauderdale ‏، مطار هاري ريد الدولي، مطار لوس أنجلوس الدولي، مطار ميامي الدولي، مطار نيوآرك ليبرتي الدولي، مطار نيو اورليانز لويس أرمسترونغ الدولي، مطار لاغوارديا، مطار أوكلاند الدولي (الولايات المتحدة)، مطار أورلاندو الدولي، Pensacola، مطار فيلادلفيا الدولي، مطار فينيكس سكاي هاربر الدولي، مطار سان خوسيه الدولي، مطار لويس مارين مونيوز، مطار تامبا الدولي موسمي: مطار دنفر الدولي، Myrtle Beach ‏، مطار سان دييغو الدولي، San José del Cabo ‏ | [ 33 ] |
| خطوط بلاد الشمس الجوية   | مطار منيابولس سانت بول الدولي موسمي: Cancún، مطار هاري ريد الدولي، Puerto Vallarta ‏، Punta Cana ‏ | [ 34 ] |
| الخطوط الجوية التركية    | مطار إسطنبول الدولي | [ 35 ] |
| الخطوط الجوية المتحدة    | مطار أوهير الدولي، مطار دنفر الدولي، مطار جورج بوش الدولي، مطار نيوآرك ليبرتي الدولي، مطار سان فرانسيسكو الدولي، مطار واشنطن دولس الدولي | [ 36 ] |
| United Express           | مطار أوهير الدولي، مطار دنفر الدولي، مطار جورج بوش الدولي، مطار نيوآرك ليبرتي الدولي، مطار واشنطن دولس الدولي | [ 36 ] |
| Viva Aerobus             | León/El Bajío ‏ (تبدأ في 8 ديسمبر 2023)، مطار بينيتو خواريز الدولي، Monterrey | [ 38 ] |
| Volaris                  | مطار غوادالاخارا الدولي، مطار بينيتو خواريز الدولي | [ 39 ] |

### الشحن
| شركـات طيـران            | الوجهات |
| ------------------------ | --- |
| AeroLogic                | مطار أوهير الدولي، East Midlands ‏، مطار فرانكفورت |
| AirBridgeCargo           | مطار سخيبول أمستردام، مطار أوهير الدولي، مطار لوس أنجلوس الدولي، مطار شيريميتييفو الدولي (جميعها معلقة) |
| Air Canada Cargo         | مطار غوادالاخارا الدولي، مطار تورونتو بيرسون الدولي |
| طيران الصين للشحن الجوي  | مطار تيد ستيفنز أنكوراج الدولي، مطار بكين العاصمة الدولي، مطار جون إف كينيدي الدولي، مطار شانغهاي بودنغ الدولي |
| Amazon Air               | Allentown/Bethlehem، Cincinnati، Ontario، Sacramento، مطار تامبا الدولي |
| Ameriflight              | Amarillo، Lubbock، Wichita Falls ‏ |
| Amerijet International   | Sacramento |
| خطوط آسيانا الجوية       | مطار هارتسفيلد جاكسون، مطار أوهير الدولي، مطار سياتل تاكوما الدولي |
| خطوط تي أن تي الجوية     | مطار هارتسفيلد جاكسون، مطار لييج |
| Cargojet                 | Hamilton، مطار بينيتو خواريز الدولي، مطار تورونتو بيرسون الدولي |
| كارغولوكس                | مطار أوهير الدولي، مطار جورج بوش الدولي، مطار لوس أنجلوس الدولي، مطار لوكسمبورغ، مطار بينيتو خواريز الدولي |
| Cargolux Italia          | مطار مالبينسا |
| كاثي باسيفيك             | مطار تيد ستيفنز أنكوراج الدولي، مطار هارتسفيلد جاكسون، مطار هونغ كونغ الدولي، مطار جورج بوش الدولي، مطار لوس أنجلوس الدولي |
| الخطوط الجوية الصينية    | مطار تيد ستيفنز أنكوراج الدولي، مطار هارتسفيلد جاكسون، مطار أوهير الدولي، مطار شانغهاي بودنغ الدولي، مطار تايوان تاويوان الدولي |
| دي إتش إل للطيران        | Cincinnati، El Paso ‏، مطار هونغ كونغ الدولي، مطار لوس أنجلوس الدولي |
| Empire Airlines          | Lubbock |
| إيفا للطيران             | مطار تيد ستيفنز أنكوراج الدولي، مطار لوس أنجلوس الدولي، مطار تايوان تاويوان الدولي |
| فيديكس إكسبرس            | Fort Lauderdale ‏، Greensboro، مطار إنديانابوليس الدولي، مطار لوس أنجلوس الدولي، مطار ممفيس الدولي، مطار فينيكس سكاي هاربر الدولي، مطار سياتل تاكوما الدولي |
| كوريا للطيران            | مطار تيد ستيفنز أنكوراج الدولي، مطار هارتسفيلد جاكسون، مطار غوادالاخارا الدولي |
| لوفتهانزا للشحن          | مطار فرانكفورت، مطار غوادالاخارا الدولي، مطار بينيتو خواريز الدولي |
| Martinaire               | Abilene، Addison، Amarillo، Fort Worth–Meacham ‏، Lubbock، Oklahoma City ‏، فلسطين (تكساس)، Pampa (Texas)، Shreveport، Temple، Tyler، Wichita Falls ‏ |
| Nippon Cargo Airlines    | مطار تيد ستيفنز أنكوراج الدولي، مطار أوهير الدولي، مطار ناريتا الدولي |
| Qantas Freight           | مطار بكين العاصمة الدولي، مطار تشونغتشينغ جيانغبى الدولي |
| الخطوط الجوية القطرية    | مطار هارتسفيلد جاكسون، Campinas–Viracopos، مطار حمد الدولي، مطار لييج، مطار لوكسمبورغ، مطار توكومين الدولي |
| Silk Way West Airlines   | مطار حيدر علييف الدولي، مطار أوهير الدولي، مطار فرانكفورت هان |
| Singapore Airlines Cargo | مطار تيد ستيفنز أنكوراج الدولي، مطار بروكسل الدولي، مطار أوهير الدولي، مطار لوس أنجلوس الدولي، مطار سياتل تاكوما الدولي، مطار شانغي سنغافورة |
| خطوط سوبارنا الجوية      | مطار حيفي شينكياو الدولي |
| خطوط يو بي إس الجوية     | Albuquerque، Amarillo، مطار هارتسفيلد جاكسون، مطار أوستن برغستروم الدولي، مطار لوجان الدولي، مطار أوهير الدولي، مطار شيكاغو روكفورد الدولي، Columbia (SC) ‏، El Paso ‏، Fargo، Greenville/Spartanburg، مطار جورج بوش الدولي، مطار ليتل روك الدولي، مطار لوس أنجلوس الدولي، Louisville، مطار ممفيس الدولي، مطار ميامي الدولي، مطار نيوآرك ليبرتي الدولي، مطار أوكلاند الدولي (الولايات المتحدة)، Ontario، مطار أورلاندو الدولي، مطار فينيكس سكاي هاربر الدولي، مطار بورتلاند الدولي، مطار سان أنطونيو الدولي، San Bernardino ‏، مطار سان خوسيه الدولي، Spokane، مطار تامبا الدولي موسمي: Hartford، مطار هونولولو الدولي، Knoxville، مطار منيابولس سانت بول الدولي، مطار فيلادلفيا الدولي |

## الإحصائيات

### أهم الوجهات
| الرتبة | المدينة                       | الركاب    | الناقل                                 |
| ------ | ----------------------------- | --------- | -------------------------------------- |
| 1      | مطار لوس أنجلوس الدولي        | 1،046،000 | الأمريكية، دلتا، سيبريت                |
| 2      | مطار هاري ريد الدولي          | 945،000   | الأمريكية، فرونتير، سيبريت، بلاد الشمس |
| 3      | مطار هارتسفيلد جاكسون         | 903،000   | الأمريكية، دلتا، فرونتير، سيبريت       |
| 4      | مطار لاغوارديا                | 827،000   | الأمريكية، دلتا، سيبريت                |
| 5      | مطار دنفر الدولي              | 795،000   | الأمريكية، فرونتير، المتحدة            |
| 6      | مطار أوهير الدولي             | 793،000   | الأمريكية، سيبريت، المتحدة             |
| 7      | مطار أورلاندو الدولي          | 731،000   | الأمريكية، فرونتير، سيبريت             |
| 8      | مطار فينيكس سكاي هاربر الدولي | 713،000   | الأمريكية، فرونتير، سيبريت             |
| 9      | مطار ميامي الدولي             | 662،000   | الأمريكية، سيبريت                      |
| 10     | مطار جورج بوش الدولي          | 597،000   | الأمريكية، المتحدة                     |

| الرتبة | المطار                     | الركاب    | الناقل                                          |
| ------ | -------------------------- | --------- | ----------------------------------------------- |
| 1      | Cancún، Mexico             | 1،138،568 | الأمريكية، فرونتير، سيبريت، بلاد الشمس          |
| 2      | مطار بينيتو خواريز الدولي  | 636،130   | طيران المكسيك، الأمريكية، فيفا ايروباص، فولاريس |
| 3      | مطار لندن هيثرو            | 598،918   | الأمريكية، البريطانية                           |
| 4      | San José del Cabo، Mexico ‏ | 469،685   | الأمريكية، سيبريت، بلاد الشمس                   |
| 5      | Monterrey، Mexico          | 352،359   | الأمريكية، فيفا ايروباص                         |
| 6      | مطار غوادالاخارا الدولي    | 342،113   | الأمريكية، فولاريس                              |
| 7      | Puerto Vallarta، Mexico ‏   | 316،484   | الأمريكية، بلاد الشمس                           |
| 8      | مطار تورونتو بيرسون الدولي | 259،511   | الأمريكية، طيران كندا                           |
| 9      | مطار فرانكفورت             | 222،494   | الأمريكية، لوفتهانزا                            |
| 10     | مطار باريس شارل ديغول      | 193،463   | طيران فرنسا، الأمريكية                          |

### أكبر الشركات
| الرتبة | الناقل                  | الركاب     | الحصة  |
| ------ | ----------------------- | ---------- | ------ |
| 1      | الخطوط الجوية الأمريكية | 43،360،000 | 68.58% |
| 2      | إنفوي للطيران           | 4،984،000  | 7.88%  |
| 3      | SkyWest Airlines        | 3،188،000  | 5.04%  |
| 4      | خطوط سبيريت الجوية      | 2،712،000  | 4.29%  |
| 5      | خطوط دلتا الجوية        | 2،498،000  | 3.95%  |

### عدد الركاب
شاهد source Wikidata query and sources.
| السنة | الركاب     | السنة | الركاب     | السنة | الركاب     |
| ----- | ---------- | ----- | ---------- | ----- | ---------- |
| 1994  | 52،642،225 | 2004  | 59،446،078 | 2014  | 63،522،823 |
| 1995  | 56،490،845 | 2005  | 59،176،265 | 2015  | 65،512،163 |
| 1996  | 58،034،503 | 2006  | 60،226،829 | 2016  | 65،670،697 |
| 1997  | 60،488،713 | 2007  | 59،786،476 | 2017  | 67،092،194 |
| 1998  | 60،313،000 | 2008  | 57،093،187 | 2018  | 69،112،607 |
| 1999  | 60،112،998 | 2009  | 56،030،457 | 2019  | 75،066،956 |
| 2000  | 60،687،181 | 2010  | 56،905،600 | 2020  | 39،364،990 |
| 2001  | 55،141،763 | 2011  | 57،806،918 | 2021  | 62،465،756 |
| 2002  | 52،829،750 | 2012  | 58،590،633 | 2022  | 73،362،946 |
| 2003  | 53،252،205 | 2013  | 60،436،739 |       |            |

## وصلات خارجية
- Dallas-Fort Worth International Airport، الموقع الرسمي
- جولة في برج المراقبة
- موقع برج مطار دالاس فورت ورث
- بيانات وننظيمات مطار دالاس